# Arqueologia subaquática

Remoção de um troço da quilha do Naufrágio da Pimenta, provisoriamente identificado como sendo a nau portuguesa "Nossa Senhora dos Mártires" perdido na foz do rio Tejo em 1606.

A Arqueologia subaquática é uma especialidade da arqueologia que estuda sítios arqueológicos submersos e, especificamente, a interação humana com áreas subaquática. Essa disciplina não trabalha exclusivamente com os artefatos encontrados em áreas de mar, mas também em locais onde estão lagos, rios e pântanos. Além dos objetos submersos este ramo da disciplina trabalha também com objetos de uso aquático que são agregados ao dia a dia na terra.